# Đại học Bangkok
Đại học Bangkok (tiếng Thái: มหาวิทยาลัยกรุงเทพ) là một trường đại học ở Bangkok, Thái Lan. Trường được thành lập năm 1962, là trường đại học tư xếp hạng 1 tại Thái Lan và nằm trong top 20 trường đại học hàng đầu Thái Lan.

## Các khoa
- Graduate College
- International College
- Khoa Quản trị Kinh doanh
- Khoa Kế toán
- Khoa Khoa học Con người
- Khoa Luật
- Khoa Kinh tế
- Khoa Khoa học Công nghệ
- Khoa Nghệ thuật
- Khoa Mỹ thuật và Nghệ thuật Ứng dụng
- Khoa Kỹ thuật

## Các trung tâm đào tạo
- Viện Ngôn ngữ
- Silop Residence
- Bangkok University Co-operative Store
- Hội Cựu sinh viên Đại học Bangkok
- Trung tâm Luật cho công dân
- Bangkok University Co-operative Savings Store
- Viện Nghiên cứu và Đánh giá
- Trung tâm Nguồn Nhân lực
- Viện Nghiên cứu Bangkok

## Các khu trường sở
Đại học Bangkok có hai khu trường sở:

### Khu trường sở Gluay Nam Tai
Khu trường sở Gluay Nam Tai (วิทยาเขตกล้วยน้ำไท) tọa lạc tại 119 Sukhumvit Soi 40 (119 ซอยสุขุมวิท 40) ở phó quận Phra Khanong (แขวงพระโขนง) của quận Khlong Toei (เขตคลองเตย) của Bangkok. Khu này có diện tích 15000 m2. Đây là nơi dành cho sinh viên năm 3 và năm tư và sinh viên quốc tế cũng như các chương trình đặc biệt khác. Đây cũng là văn phòng của giám đốc, hiệu trưởng của trường. Ở đây có các trang thiết bị phục vụ học tập và một phòng triển lãm tranh của trường mở cửa từ năm 2006.

### Khu trường sở Rangsit
Khu trường sở Rangsit (วิทยาเขตรังสิต) tọa lạc tại 9/1 5 đường Paholyothin., Tambon Khlong Neung Amphoe Khlong Luang của tỉnh Pathum Thani, cách Sân bay quốc tế Bangkok khoảng 14 km về phía Bắc. Khu này rộng 265.000 m². Đây là nơi dành cho sinh viên năm 2 và năm 1, ở đây cũng có sân vận động, Bảo tàng trường.